# Терр-де-Ко
Терр-де-Ко (Terres-de-Caux с фр. — «Три Озера») — новая коммуна на севере Франции, регион Нормандия, департамент Приморская Сена, округ Гавр, кантон Сен-Валери-ан-Ко. Расположена в 50  км к востоку от Гавра и в 52 км к северо-западу от Руана.
Население (2018) — 4167 человек.

## История
Коммуна образована 1 января 2017 года путем слияния семи коммун: 
- Бенто
- Бермонвиль
- Озувиль-Обербоск
- Рикарвиль
- Сен-Пьер-Лави
- Сент-Маргерит-сюр-Фовиль
- Фовиль-ан-Ко

Центром коммуны является Фовиль-ан-Ко. От нее к новой коммуне перешли почтовый индекс и код INSEE. На картах в качестве координат Терр-де-Ко указываются координаты Фовиль-ан-Ко.

## Достопримечательности
- Церковь Нотр-Дам в Фоваль-ан-Ко начала XX века в романо-византийском стиле
- Церковь Святого Петра XII-XVIII веков в Сен-Пьер-Лави
- Голубятня XVII века в Сен-Пьер-Лави

## Экономика
Структура занятости населения:
- сельское хозяйство — 8,4 %
- промышленность — 6,6 %
- строительство — 11,1 %
- торговля, транспорт и сфера услуг — 32,0 %
- государственные и муниципальные службы — 41,9 %

Уровень безработицы (2017) — 8,8 % (Франция в целом —  13,4 %, департамент Приморская Сена — 15,3 %). 

Среднегодовой доход на 1 человека, евро (2018) — 22 000 (Франция в целом — 21 730, департамент Приморская Сена — 21 140).

## Демография
Динамика численности населения, чел.

## Администрация
Пост мэра Терр-де-Ко с 2017 года занимает Жан-Марк Вас (Jean-Marc Vasse). На муниципальных выборах 2020 года возглавляемый им независимый список победил в 1-м туре, получив 57,73 % голосов.
| Период | Период | Фамилия      | Партия        | Примечания                                |
| ------ | ------ | ------------ | ------------- | ----------------------------------------- |
| 2017   |        | Жан-Марк Вас | Республиканцы | старший менеджер, бывший мэр Фовиль-ан-Кл |